# Georg Anton Gumpp

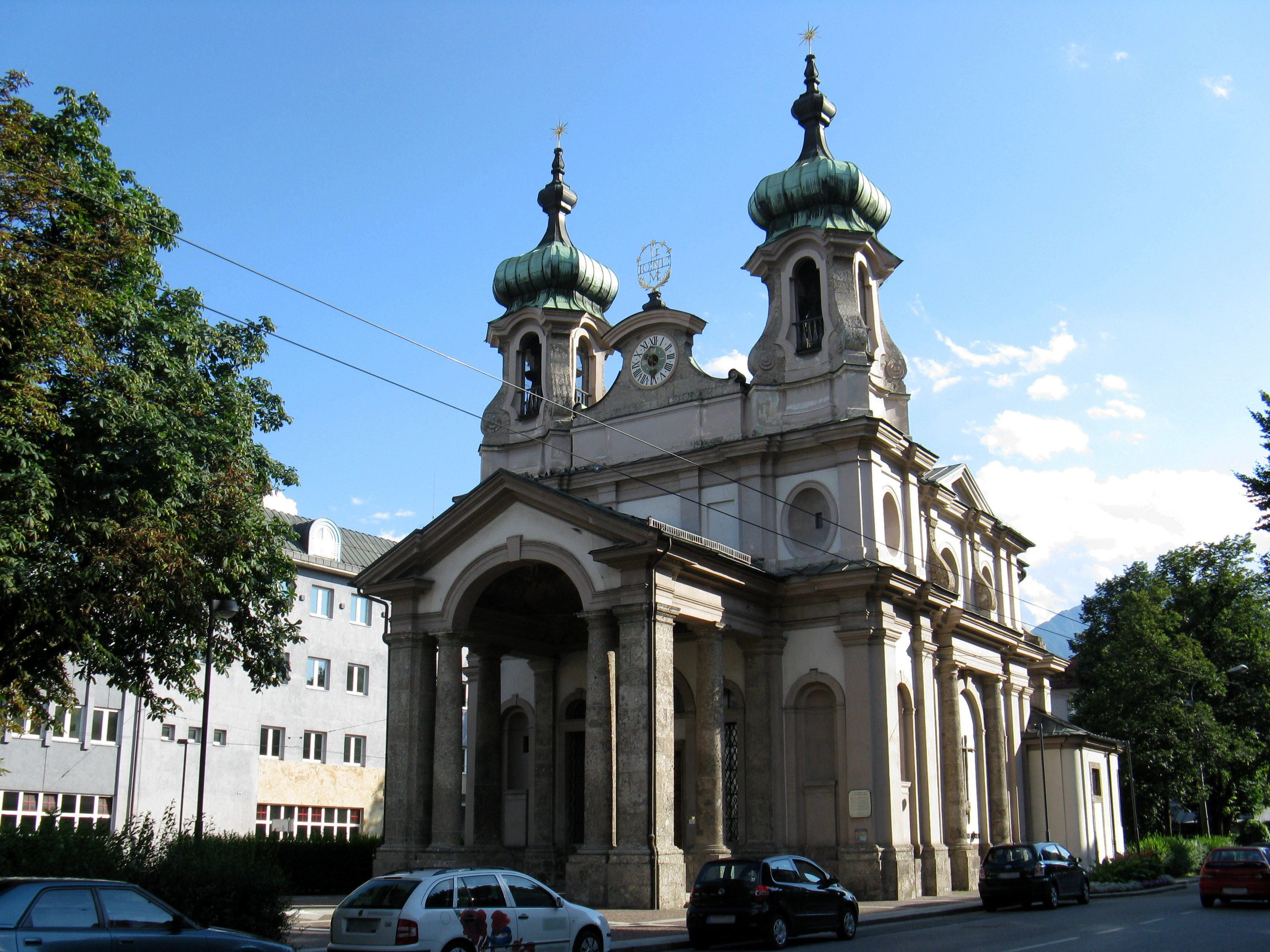
Johanneskirche

Georg Anton Gumpp (ur. 12 października 1682 w Innsbrucku, zm. 19 grudnia 1754 tamże) – niemiecki budowniczy okresu baroku.

## Życiorys
Pochodził z rodziny budowniczych kościołów i reprezentacyjnych budowli władców południowo – niemieckich. Jego ojcem był Johann Martin Starszy a bratem Johann Martin Młodszy. Początkowo pracował razem z ojcem w kamerze dworskiej. Od 1722 otrzymał nominację na książęcego mistrza budowlanego (Hofbaumeister). Kształcił się we Włoszech, obserwując budowle późnego baroku. Działał głównie na terenie Tyrolu. Pracował przy przebudowie klasztoru Stift Stams, budowie Altes Landhaus i Johanneskirche w Innsbrucku.